# 133
El año 133 (CXXXIII) fue un año común comenzado en miércoles del calendario juliano, en vigor en aquella fecha.
En el Imperio romano el año fue nombrado el del consulado de Marco Antonio Híbero y Publio Mumio Sisenna, o menos frecuentemente, como el 886 ab urbe condita, siendo su denominación como 133 a principios de la Edad Media, al establecerse el Anno Domini.

## Acontecimientos
- Sexto Julio Severo, gobernador de Britania, es enviado a Judea (desde 136 rebautizada Siria Palestina) para acallar una revuelta.

## Nacimientos
- 30 de enero, Didio Juliano, emperador romano.
- Atenágoras de Atenas (m. 190), un filósofo cristiano (fecha aproximada).